# فرهنگستان هنر
فرهنگستان هنر جمهوری اسلامی ایران با مصوبه جلسه ۴۳۹ام شورای عالی انقلاب فرهنگی در اسفند سال ۱۳۷۷ به منظور پاسداری از میراث فرهنگی و هنری اسلامی، ملی و پیشنهاد سیاست‌ها، راهبردها و دستیابی به آخرین یافته‌ها و نوآوری‌ها و نیز ارتقای فرهنگ اسلامی برای مقابله با تهدیدهای فرهنگ مهاجم شکل گرفت.
فرهنگستان هنر مؤسسه‌ای است با شخصیت حقوقی مستقل که به نهاد ریاست جمهوری وابسته است.
ریاست آن از آغاز تأسیس بر عهدهٔ میرحسین موسوی بود تا اینکه در دی ماه ۱۳۸۸، میرحسین موسوی از ریاست فرهنگستان هنر کنار رفت و محمدعلی معلم دامغانی به ریاست آن برگزیده شد. با پایان یافتن دورهٔ ریاست محمدعلی معلم‌دامغانی در شهریور ۱۳۹۷ با نامهٔ حسن روحانی، معاون امور هنری فرهنگستان هنر علیرضا اسماعیلی سرپرست فرهنگستان هنر شد. سپس در ۱۹ بهمن ۱۳۹۹ با تصویب شورایعالی انقلاب فرهنگی بهمن نامورمطلق به ریاست این فرهنگستان انتخاب شد. در ۳۰ خرداد ۱۴۰۲ با حکم سید ابراهیم رئیسی؛ مجید شاه‌حسینی به‌عنوان رئیس فرهنگستان هنر منصوب شد.

## وظایف
1. پیشنهاد سیاست‌گذاری برای حفظ و توسعه هنر اسلامی، ملی و محلی
2. همکاری با حوزه‌های علمیه و علمای دینی در شناخت زمینه‌های مبانی فقهی هنر
3. مطالعه و بهره‌گیری از نظریه‌های جدید هنر با تکیه بر مبانی ملی و اسلامی
4. حمایت و تشویق پژوهش‌های بنیادی و پیگیری مطالعات و طرح‌های هنری در سطح ملی
5. پیشنهاد سیاست‌گذاری در زمینه ارتباط جوامع هنری
6. پیشنهاد سیاست‌گذاری جهت گسترش نقد هنری و مباحث زیباشناختی
7. پیشنهاد تعیین شاخص‌های توسعه هنری
8. ارزیابی سالانه شاخص‌های هنری در کشور
9. برپایی نشست‌های سالیانه در زمینه‌های مختلف هنری
10. بررسی کاستی‌های نظام آموزشی کشور در زمینه هنر و پیشنهاد به مراجع ذی‌ربط
11. مطالعه ارتباط بین رشته‌ای پژوهش در زمینه هنر و سایر علوم
12. پیشنهاد رشته‌های دانشگاهی (میان رشته‌ای هنر) به مراجع ذی‌ربط
13. معرفی هنرمندان و محققان واجد شرایط جهت استفاده از هزینه‌های تحصیلی به مراکز ذی‌ربط
14. حمایت از تألیف و ترجمه منابع هنری
15. تشکیل گروه‌های تخصصی
16. پیشنهاد ضوابط اعطای نشان هنر به مراکز ذی‌ربط
17. اعطای جوایز تحقیق، ترجمه و آفرینش‌های هنری

## اعضا
فرهنگستان هنر دارای اعضای پیوسته، وابسته و افتخاری است که با معرفی و تصویب شورای عالی انقلاب فرهنگی یا خود فرهنگستان انتخاب می‌شوند.

### اعضای پیوسته
فرهنگستان هنر ۳۰ عضو پیوسته از میان صاحب‌نظران و هنرمندان رشته‌های مختلف دارد که عضویت آن‌ها مادام‌العمر است.

#### اسامی اعضای پیوسته فرهنگستان هنر
- علی نصیریان[۸]
- مجید مجیدی
- محمد احصایی
- غلامحسین امیرخانی
- جهانگیر الماسی
- سید محمد بهشتی شیرازی
- مهدی حسینی
- سیدمحمدرضا حسینی بهشتی
- محمدعلی رجبی دوانی
- زهرا رهنورد
- مجتبی رحماندوست
- محمود عزیزی
- شاهین فرهت
- سید عبدالمجید کیانی هندی
- محمدعلی کی‌نژاد
- مهدی کلهر
- مصطفی گودرزی
- علی لاریجانی
- محمدعلی معلم دامغانی
- علی منتظری
- میرحسین موسوی
- داریوش ارجمند
- محمدحسین ایمانی خوشخو
- حسن بلخاری
- محمدرضا پورجعفر
- محمدرضا حسنایی
- ابوالفضل داودی رکن آبادی
- مجید شاه‌حسینی
- علیرضا عندلیب
- عبدالحمید قدیریان
- بهمن نامورمطلق
- محسن مؤمنی‌شریف
- عبدالحمید نقره‌کار[۹]

### اعضای وابسته
اعضای وابسته نیز صاحب نظران و هنرمندان رشته‌های مختلف هستند که عضویت آن‌ها به مدت چهار سال است و ادامه عضویت آنان منوط بر انتخاب مجدد آنهاست.

#### اسامی اعضای وابسته فرهنگستان هنر
- صداقت جباری
- جلیل رسولی
- فرهاد فخرالدینی
- مهرداد قیومی
- ایرج نعیمایی

### اعضای افتخاری
اعضای افتخاری وظیفه‌ای در فرهنگستان ندارند و انتخابشان به احترام مقام علمی هنرمندان و پژوهشگران هنری برجسته بین‌المللی است. این عضویت مادام‌العمر است.

#### اسامی اعضای افتخاری فرهنگستان هنر
- تورسون علی قوزی‌یف
- نظام نورجانوف

### اعضای جاوید
عنوانی است برای افرادی که زمانی از اعضا فرهنگستان هنر بوده‌اند و حال درگذشته‌اند.

#### اسامی اعضای جاوید فرهنگستان هنر
- باقر آیت‌الله‌زاده شیرازی (عضو پیوسته)
- جواد حمیدی (عضو پیوسته)
- منصوره حسینی (عضو پیوسته)
- محمود جوادی پور (عضو پیوسته)
- علی‌اصغر شعرباف (عضو پیوسته)
- علی اکبر صنعتی (عضو پیوسته)
- مقدمه مرجان اشرفی (عضو افتخاری)
- حسین گنجینه (عضو وابسته)
- حسین لرزاده (عضو پیوسته)
- مرتضی ممیز (عضو پیوسته)
- سید مرتضی نجومی (عضو پیوسته)
- منوچهر طیاب (عضو پیوسته)
- اکبر مختار تجویدی (عضو پیوسته)
- طاهر صلاحوف (عضو افتخاری)
- حبیب‌الله صادقی (عضو پیوسته)
- جلال شباهنگی (عضو پیوسته)
- داریوش مهرجویی[۱۲](عضو پیوسته)
- حبیب‌الله آیت‌اللهی[۱۳](عضو پیوسته)
- محمود فرشچیان[۱۴](عضو پیوسته)

## گروه‌های تخصصی
1. هنرهای تجسمی
2. موسیقی
3. نمایش و ادبیات نمایشی
4. معماری و شهرسازی
5. سینما
6. چند رسانه‌ای
7. هنرهای سنتی و صنایع دستی
8. فلسفه هنر

## پژوهشکده هنر
پژوهشکده هنر (وابسته به فرهنگستان هنر)، بر اساس مجوز شماره ۸۶۷۶/۲۲ شورای گسترش آموزش عالی وزارت علوم، تحقیقات و فناوری و طبق قانون اهداف، وظایف و تشکیلات وزارت علوم، تحقیقات و فناوری، به منظور پاسخگویی به بخشی از نیازهای پژوهشی کشور در زمینه هنر تأسیس شد. مفاد این اساسنامه، توسعه و گسترش پژوهش در زمینه هنر و زمینه‌سازی مناسب برای ارتقای فعالیت‌های پژوهشی است.
پژوهشکده هنر مؤسسه‌ای است با شخصیت حقوقی مستقل که به فرهنگستان هنر و نهاد ریاست جمهوری وابسته است.
رؤسای پژوهشکده از بدو تأسیس به ترتیب حسن بلخاری قهی؛ هادی ربیعی (اردیبهشت ـ آذر ۱۳۸۹)؛ سهیلا نجم (۱۳۸۹–۱۳۹۰)؛ سیدکمال حاج سیدجوادی (۱۳۹۰–۱۳۹۵)؛ هادی ربیعی (۱۳۹۵–۱۳۹۸) و عبدالحسین لاله (۱۳۹۸–۱۴۰۰) بوده‌اند.
اکنون ریاست پژوهشکده بر عهده دکتر علی تقوی (اردیبهشت ۱۴۰۱-اکنون) است.
انتشارات پژوهشکده هنر از سال ۱۳۸۸ با هدف گسترش زمینه‌های مطالعات و پژوهش‌های بنیادین، توسعه‌ای و کاربردی در حوزه هنر، نقد و بررسی و آسیب‌شناسی پژوهش‌های هنری آغاز به کار کرد و تا کنون بیش ده‌ها عنوان کتاب در زمینه نمایش، هنرهای تجسمی، موسیقی، معماری، حکمت هنر، ادبیات، تاریخ هنر، هنرهای سنتی و سینما منتشر کرده است.
فصلنامه علمی کیمیای هنر، نیز نشریه‌ای است که به انتشار مقالات تألیفی پژوهشگران و صاحب‌نظران در خصوص مطالعات و پژوهش‌های مرتبط با فلسفه و حکمت هنر می‌پردازد. در این راستا، فصلنامه پذیرای مقالات میان‌رشته‌ای با تأکید بر نظریه‌های هنر و زیبایی‌شناسی، فلسفه هنر، فلسفه تاریخ هنر، و سایر حوزه‌هایی است که به نحوی با رویکردهای فلسفی به هنر مرتبط می‌باشند.
فصلنامه کیمیای هنر مطابق نامه شماره ۳/۱۸/۴۲۸۰۴ از وزارت علوم تحقیقات و فناوری موفق به دریافت رتبه علمی پژوهشی گردیده است. و در طول ۱۲ سال فعالیت، تا کنون (تابستان ۱۴۰۲)، ۴۷ شماره از این نشریه منتشر شده است.
فصلنامه کیمیای هنر در پایگاه‌های داده‌ای زیر نمایه می‌شود:
پایگاه استنادی علوم جهان اسلام (ISC)
پایگاه اطلاعات نشریات علمی کشور، مگیران
پایگاه مجلات تخصصی، مرکز تحقیقات علوم اسلامی

## موسسات وابسته
- مؤسسه فرهنگی هنری صبا
- پژوهشکده هنر
- مؤسسه متن

## حواشی مرتبط
در ماه بهمن سال ۱۳۹۴ فرهنگستان هنر میزبان جشنواره هنرهای تجسمی فجر بود و بر همین اساس پرچم همه شرکت‌کننده‌ها ازجمله آمریکا بر سر در این ساختمان نصب‌شده بود که خبر پایین کشیده شدن پرچم آمریکا از فرهنگستان هنر و آتش زدن آن در سایت‌های خبری منتشر شد، عده‌ای از افراد ناشناس با پایین کشیدن پرچم آمریکا اقدام به آتش زدن آن در محوطه فرهنگستان هنر کردند.